# Internet dans une boîte
 (décembre 2023).
Internet-in-a-Box est une bibliothèque numérique à faible coût, composée d'un point d'accès sans fil avec stockage, auquel les utilisateurs à proximité peuvent se connecter.
Depuis 2012, sa réalisation matérielle et logicielle a évolué, au fur et à mesure que la miniaturisation de l'espace de stockage et celle du système l'électronique progressait. Depuis 2017, le matériel d'un Box peut être constitué d'un Raspberry Pi avec une carte memoire remplaçable. En 2016, le Master en administration publique et pratique du développement (MPA-DP) de l'Université de Columbia a exploré l'utilisation de ces boîtes en République dominicaine pendant trois mois.

## Historique
Le concept est né du projet d'accessibilité à l'informatique et au savoir One Laptop per Child.

## Bibliothèque numérique
La bibliothèque numérique est composée de plusieurs modules qui peuvent être pré-installés. Les utilisateurs  ont également la possibilité de choisir les modules qu'ils souhaitent installer. Parmi les exemples de modules, citons Wikipedia dans une langue spécifique, l'encyclopédie médicale de Wikipedia, Khan Academy Lite et OpenStreetMap. D'autres contenus incluent Moodle, Nextcloud, MediaWiki, PhET (simulations interactives de mathématiques et de sciences), TED Talks.